# 米哈烏
米哈烏（波蘭語：Michał，發音：[ˈmixaw]）是邁克爾的波兰语及索布语變體，可指：
- 米扎爾·庫比亞克（1988年—），波兰排球运动员
- 米哈乌·克维亚特科夫斯基（1990年—），波兰自行车运动员
- 米哈乌·维尼亚尔斯基（1983年—），波兰排球运动员和教练
- 米哈烏·科雷布特·維希尼奧維茨基（1640年—1673年），波兰国王
- 米哈乌·热夫瓦科夫（1976年—），波兰足球运动员
- 米哈乌·罗拉-日梅尔斯基（1890年—1989年），波兰共产党领导人和军事指挥官